# Coxeter-Dinkinov diagram
Coxeter-Dinkinov diagram (tudi Coxeterjev diagram ali Coxeterjev graf) je graf, ki ima s številkami označene stranice (imenujejo se veje) s katerimi se prikaže prostorske odnose med zbirko zrcal oziroma odbojnih hiperravnin. Opisujejo kalejdoskopsko konstrukcijo: vsak vozel grafa predstavlja ogledalo (v domeni facete). Oznaka pri vsaki veji določa stopnjo diedrskega kota dveh ogledal (v domeni grebena). Neoznačene veje pomenijo red 3.
Vsak diagram predstavlja Coxeterjevo grupo in tudi Coxeterjeve grupe so razvrščene po pripadajočih diagramih.
Podobni so Dinkinovi diagrami. Ti se od Coxeterjevih diagramov razlikujejo samo v tem, da so v Dinkinovih diagramih veje, ki imajo oznako 4 ali več, usmerjene. Coxeterjevi diagrami so neusmerjeni. Razen tega morajo Dinkinovi diagrami zadoščati še dodatni kristalografski omejitvi, ki zahteva, da so dovoljene veje samo 2, 3, 4 in 6.

## Opis diagramov
Veje Coxeter-Dinkinovih diagramov so označene z racionalnimi števili {\displaystyle p\,}, kar predstavlja diedrski kot v velikosti 180°/p. Če je p enako 2, je kot 90° in se lahko v diagramu veja izpusti. Kadar je veja neoznačena, to pomeni, da zanjo velja {\displaystyle p=3\,}, kar pomeni kot 60º. Vzporedni zrcali imata oznako "∞"

## Geometrijska ponazoritev
Coxeter-Dinkinov diagram se lahko prikaže kot domena ogledal. Ogledalo v tem primeru predstavlja hiperravnino s pomočjo sfernega ali evklidskega ali hiperboličnega prostora z dano razsežnostjo.
Takšna ponazoritev kaže osnovne domene za dvo in trirazsežne evklidske grupe in dvorazsežne sferne grupe.
| Coxeterjeve grupe v ravnini s pripadajočimi diagrami. Ogledala domen so označena kot veje m1, m2 itd. Oglišča so obarvana v skladu z zaporedjem odboja. Prizmatske grupe {\displaystyle {\tilde {I}}_{1}}x{\displaystyle {\tilde {I}}_{1}} so prikazane kot podvojitev {\displaystyle {\tilde {C}}_{2}}, toda nastale bi lahko tudi kot pravokotne domene iz podvojitev {\displaystyle {\tilde {G}}_{2}} trikotnikov. {\displaystyle {\tilde {A}}_{2}} je podvojitev {\displaystyle {\tilde {G}}_{2}} trikotnika. | |
| Coxeterjeve grupe v trirazsežnem prostoru z diagrami. Zrcala (stranice trikotnika) so označena z nasprotnim ogliščem 0..3. Veje grafa so obarvane z zaporedjem odboja. {\displaystyle {\tilde {C}}_{3}} izpolni 1/48 kocke. {\displaystyle {\tilde {B}}_{3}} izpolni 1/24 kocke. {\displaystyle {\tilde {A}}_{3}} izpolni1/12 kocke. | Coxeterjeve grupe na sferi s pripadajočimi diagrami. Osnovna domena je prikazana v rumeni barvi. Oglišča domen (in veje grafa) so obarvane v zaporedju zrcaljenja. |

## Uporaba v uniformnih politopih
Coxeter-Dinkinovi diagrami lahko opišejo skoraj vse vrste uniformnih politopov in uniformnih teselacij

## Cartanove matrike
Vsakemu Coxeterjevemu diagramu pripada odgovarjajoča Cartanova matrika. Vse Cartanove matrike Coxeterjevih grup so simetrične. Elementi Cartanove matrike so ai,j = aj,i = -2*cos(π/p),
kjer je:
- {\displaystyle p\,} red veje med pari zrcal.

Determinanta Cartanove matrike določa ali je grupa končna (pozitivna), afina (nič) ali hiperbolična (negativna). Hiperbolična grupa ja kompaktna, če so vse njene podgrupe končne.
| red simetrije p         | ime grupe                                                                   | Coxeterjev diagram      | Cartanova matrika                                                                                       | Cartanova matrika                                                                     |                         |                         |
| red simetrije p         | ime grupe                                                                   | Coxeterjev diagram      | {\displaystyle \left[{\begin{matrix}2&a_{12}\\a_{21}&2\end{matrix}}\right]}                             | determinanta(4-a21*a12)                                                               |                         |                         |
| končne (determinanta>0) | končne (determinanta>0)                                                     | končne (determinanta>0) | končne (determinanta>0)                                                                                 | končne (determinanta>0)                                                               | končne (determinanta>0) | končne (determinanta>0) |
| ----------------------- | --------------------------------------------------------------------------- | ----------------------- | --- | ------------------------------------------------------------------------------------- | ----------------------- | ----------------------- |
| 2                       | I2(2) = A1xA1                                                               |                         | {\displaystyle \left[{\begin{smallmatrix}2&0\\0&2\end{smallmatrix}}\right]}                             | 4                                                                                     |                         |                         |
| 3                       | I2(3) = A2                                                                  |                         | {\displaystyle \left[{\begin{smallmatrix}2&-1\\-1&2\end{smallmatrix}}\right]}                           | 3                                                                                     |                         |                         |
| 4                       | I2(4) = BC2                                                                 |                         | {\displaystyle \left[{\begin{smallmatrix}2&-{\sqrt {2}}\\-{\sqrt {2}}&2\end{smallmatrix}}\right]}       | 2                                                                                     |                         |                         |
| 5                       | I2(5) = H2                                                                  |                         | {\displaystyle \left[{\begin{smallmatrix}2&-\phi \\-\phi &2\end{smallmatrix}}\right]}                   | {\displaystyle 4\sin ^{2}(\pi /5)} ={\displaystyle (5-{\sqrt {5}})/2} ~1,38196601125  |                         |                         |
| 6                       | I2(6) = G2                                                                  |                         | {\displaystyle \left[{\begin{smallmatrix}2&-{\sqrt {3}}\\-{\sqrt {3}}&2\end{smallmatrix}}\right]}       | 1                                                                                     |                         |                         |
| 8                       | I2(8)                                                                       |                         | {\displaystyle \left[{\begin{smallmatrix}2&-2\cos(\pi /8)\\-2\cos(\pi /8)&2\end{smallmatrix}}\right]}   | {\displaystyle 2-{\sqrt {2}}} ~0,58578643763                                          |                         |                         |
| 10                      | I2(10)                                                                      |                         | {\displaystyle \left[{\begin{smallmatrix}2&-2\cos(\pi /10)\\-2\cos(\pi /10)&2\end{smallmatrix}}\right]} | {\displaystyle 4\sin ^{2}(\pi /10)} ={\displaystyle (3-{\sqrt {5}})/2} ~0,38196601125 |                         |                         |
| 12                      | I2(12)                                                                      |                         | {\displaystyle \left[{\begin{smallmatrix}2&-2\cos(\pi /12)\\-2\cos(\pi /12)&2\end{smallmatrix}}\right]} | {\displaystyle 2-{\sqrt {3}}} ~0,26794919243                                          |                         |                         |
| p                       | I2(p)                                                                       |                         | {\displaystyle \left[{\begin{smallmatrix}2&-2\cos(\pi /p)\\-2\cos(\pi /p)&2\end{smallmatrix}}\right]}   | {\displaystyle 4\sin ^{2}(\pi /p)}                                                    |                         |                         |
| afine (determinanta=0)  |                                                                             |                         | |                                                                                       |                         |                         |
| ∞                       | I2(∞) = {\displaystyle {\tilde {I}}_{1}} = {\displaystyle {\tilde {A}}_{1}} |                         | {\displaystyle \left[{\begin{smallmatrix}2&-2\\-2&2\end{smallmatrix}}\right]}                           | 0                                                                                     |                         |                         |

## Končne Coxeterjeve grupe
| rang | enostavne Lijeve grupe   | enostavne Lijeve grupe    | enostavne Lijeve grupe   | posebne Liejeve grupe     | posebne Liejeve grupe                             |                           |                            |
| rang | {\displaystyle {A}_{1+}} | {\displaystyle {BC}_{2+}} | {\displaystyle {D}_{2+}} | {\displaystyle {E}_{3-8}} | {\displaystyle {F}_{4}} / {\displaystyle {G}_{2}} | {\displaystyle {H}_{2-4}} | {\displaystyle {I}_{2}(p)} |
| ---- | ------------------------ | ------------------------- | ------------------------ | ------------------------- | ------------------------------------------------- | ------------------------- | -------------------------- |
| 1    | A1=[]                    |                           |                          |                           |                                                   |                           |                            |
| 2    | A2=[3]                   | BC2=[4]                   | D2=A1xA1                 |                           | G2=[6]                                            | H2=[6]                    | I2[p]                      |
| 3    | A3=[32]                  | BC3=[3,4]                 | D3=A3                    | E3=A2xA1                  |                                                   | H3                        |                            |
| 4    | A4=[33]                  | BC4=[32,4]                | D4=[31,1,1]              | E4=A4                     | F4                                                | H4                        |                            |
| 5    | A5=[34]                  | BC5=[33,4]                | D5=[32,1,1]              | E5=D5                     |                                                   |                           |                            |
| 6    | A6=[35]                  | BC6=[34,4]                | D6=[33,1,1]              | E6=[32,2,1]               |                                                   |                           |                            |
| 7    | A7=[36]                  | BC7=[35,4]                | D7=[34,1,1]              | E7=[33,2,1]               |                                                   |                           |                            |
| 8    | A8=[37]                  | BC8=[36,4]                | D8=[35,1,1]              | E8=[34,2,1]               |                                                   |                           |                            |
| 9    | A9=[38]                  | BC9=[37,4]                | D9=[36,1,1]              |                           |                                                   |                           |                            |
| 10+  | ..                       | ..                        | ..                       | ..                        |                                                   |                           |                            |

## Afine Coxeterjeve grupe
| rang | {\displaystyle {\tilde {A}}_{1+}} (P2+)  | {\displaystyle {\tilde {B}}_{3+}} (S4+)      | {\displaystyle {\tilde {C}}_{1+}} (R2+)   | {\displaystyle {\tilde {D}}_{4+}} (Q5+)         | {\displaystyle {\tilde {E}}_{n}} (Tn+1) / {\displaystyle {\tilde {F}}_{4}} (U5) / {\displaystyle {\tilde {G}}_{2}} (V3) |
| ---- | ---------------------------------------- | -------------------------------------------- | ----------------------------------------- | ----------------------------------------------- | --- |
| 2    | {\displaystyle {\tilde {A}}_{1}}=[∞]     |                                              | {\displaystyle {\tilde {C}}_{1}}=[∞]      |                                                 | |
| 3    | {\displaystyle {\tilde {A}}_{2}}=[3[3]]  | {\displaystyle {\tilde {C}}_{2}}=[4,4]       | {\displaystyle {\tilde {G}}_{2}}=[6,3]    |                                                 | |
| 4    | {\displaystyle {\tilde {A}}_{3}}=[3[4]]  | {\displaystyle {\tilde {B}}_{3}}=[4,31,1]    | {\displaystyle {\tilde {C}}_{3}}=[4,3,4]  |                                                 | |
| 5    | {\displaystyle {\tilde {A}}_{4}}=[3[5]]  | {\displaystyle {\tilde {B}}_{4}}=[4,3,31,1]  | {\displaystyle {\tilde {C}}_{4}}=[4,32,4] | {\displaystyle {\tilde {D}}_{4}}=[31,1,1,1]     | {\displaystyle {\tilde {F}}_{4}}=[3,4,3,3]                                                                              |
| 6    | {\displaystyle {\tilde {A}}_{5}}=[3[6]]  | {\displaystyle {\tilde {B}}_{5}}=[4,32,31,1] | {\displaystyle {\tilde {C}}_{5}}=[4,33,4] | {\displaystyle {\tilde {D}}_{5}}=[31,1,3,31,1]  | |
| 7    | {\displaystyle {\tilde {A}}_{6}}=[3[7]]  | {\displaystyle {\tilde {B}}_{6}}=[4,33,31,1] | {\displaystyle {\tilde {C}}_{6}}=[4,34,4] | {\displaystyle {\tilde {D}}_{6}}=[31,1,32,31,1] | {\displaystyle {\tilde {E}}_{6}}=[32,2,2]                                                                               |
| 8    | {\displaystyle {\tilde {A}}_{7}}=[3[8]]  | {\displaystyle {\tilde {B}}_{7}}=[4,34,31,1] | {\displaystyle {\tilde {C}}_{7}}=[4,35,4] | {\displaystyle {\tilde {D}}_{7}}=[31,1,33,31,1] | {\displaystyle {\tilde {E}}_{7}}=[33,3,1]                                                                               |
| 9    | {\displaystyle {\tilde {A}}_{8}}=[3[9]]  | {\displaystyle {\tilde {B}}_{8}}=[4,35,31,1] | {\displaystyle {\tilde {C}}_{8}}=[4,36,4] | {\displaystyle {\tilde {D}}_{8}}=[31,1,34,31,1] | {\displaystyle {\tilde {E}}_{8}}=[35,2,1]                                                                               |
| 10   | {\displaystyle {\tilde {A}}_{9}}=[3[10]] | {\displaystyle {\tilde {B}}_{9}}=[4,36,31,1] | {\displaystyle {\tilde {C}}_{9}}=[4,37,4] | {\displaystyle {\tilde {D}}_{9}}=[31,1,35,31,1] | |
| 11   | ...                                      | ...                                          | ...                                       | ...                                             | |

## Hiperbolične Coxeterjeve grupe

### Kompaktne

#### Rang 3
| ∞: [p,q], 2(p+q)<pq ... | ∞ [(p,q,r)], p+q+r>9 \| \| \| \| ... \| |  |     |
|                         |                                         |  | ... |

#### Rangi od 4 do 5
| razsežnost Hd | rang | skupno število | linearne | razcepljene                                   | ciklične |
| ------------- | ---- | -------------- | --- | --------------------------------------------- | --- |
| H3            | 4    | 9              | 3: {\displaystyle {\bar {BH}}_{3}} = [4,3,5]: {\displaystyle {\bar {K}}_{3}} = [5,3,5]: {\displaystyle {\bar {J}}_{3}} = [3,5,3]:       | {\displaystyle {\bar {DH}}_{3}} = [5,31,1]:   | {\displaystyle {\widehat {AB}}_{3}} = [(3,3,3,4)]: {\displaystyle {\widehat {AH}}_{3}} = [(3,3,3,5)]: {\displaystyle {\widehat {BB}}_{3}} = [(3,4,3,4)]: {\displaystyle {\widehat {BH}}_{3}} = [(3,4,3,5)]: {\displaystyle {\widehat {HH}}_{3}} = [(3,5,3,5)]: |
| H4            | 5    | 5              | 3: {\displaystyle {\bar {H}}_{4}} = [3,3,3,5]: {\displaystyle {\bar {BH}}_{4}} = [4,3,3,5]: {\displaystyle {\bar {K}}_{4}} = [5,3,3,5]: | {\displaystyle {\bar {DH}}_{4}} = [5,3,31,1]: | {\displaystyle {\widehat {AF}}_{4}} = [(3,3,3,3,4)]: |

### Nekompaktni

#### rang 3
| linearni grafi | ciklični grafi          |
| -------------- | ----------------------- |
| - [p,∞]        | - [(p,q,∞)] - [(p,∞,∞)] |

#### Rangi od 4 do 10
Znanih je skupno 48 nekompaktnih hiperboličnih Coxeterjevih grup z rangom od 4 do 10. V naslednji preglednici je vseh 58 razvrščenih v pet skupin.
| rang | skupno število | grupe | grupe | grupe | grupe |
| ---- | -------------- | --- | --- | --- | --- |
| 4    | 23             | {\displaystyle {\widehat {BR}}_{3}} = [(3,3,4,4)]: {\displaystyle {\widehat {CR}}_{3}} = [(3,4,4,4)]: {\displaystyle {\widehat {RR}}_{3}} = [(4,4,4,4)]: {\displaystyle {\widehat {AV}}_{3}} = [(3,3,3,6)]: {\displaystyle {\widehat {BV}}_{3}} = [(3,4,3,6)]: {\displaystyle {\widehat {HV}}_{3}} = [(3,5,3,6)]: {\displaystyle {\widehat {VV}}_{3}} = [(3,6,3,6)]: | {\displaystyle {\bar {P}}_{3}} = [3,3[3]]: {\displaystyle {\bar {BP}}_{3}} = [4,3[3]]: {\displaystyle {\bar {HP}}_{3}} = [5,3[3]]: {\displaystyle {\bar {VP}}_{3}} = [6,3[3]]: {\displaystyle {\bar {DV}}_{3}} = [6,31,1]: {\displaystyle {\bar {O}}_{3}} = [6,41,1]: {\displaystyle {\bar {M}}_{3}} = [4,41,1]: | {\displaystyle {\bar {R}}_{3}} = [3,4,4]: {\displaystyle {\bar {N}}_{3}} = [4,4,4]: {\displaystyle {\bar {V}}_{3}} = [3,3,6]: {\displaystyle {\bar {BV}}_{3}} = [4,3,6]: {\displaystyle {\bar {HV}}_{3}} = [5,3,6]: {\displaystyle {\bar {Y}}_{3}} = [3,6,3]: {\displaystyle {\bar {Z}}_{3}} = [6,3,6]: | {\displaystyle {\bar {DP}}_{3}} = [3[ ]x[ ]]: {\displaystyle {\bar {PP}}_{3}} = [3[3,3]]:                                                  |
| 5    | 9              | {\displaystyle {\bar {P}}_{4}} = [3,3[4]]: {\displaystyle {\bar {BP}}_{4}} = [4,3[4]]: {\displaystyle {\widehat {FR}}_{4}} = [(3,3,4,3,4)]: {\displaystyle {\bar {DP}}_{4}} = [3[3]x[ ]]: | {\displaystyle {\bar {N}}_{4}} = [4,/3\,3,4]: {\displaystyle {\bar {O}}_{4}} = [3,4,31,1]: {\displaystyle {\bar {S}}_{4}} = [4,32,1]: | {\displaystyle {\bar {R}}_{4}} = [3,4,3,4]: | {\displaystyle {\bar {M}}_{4}} = [4,31,1,1]:                                                                                               |
| 6    | 12             | {\displaystyle {\bar {P}}_{5}} = [3,3[5]]: {\displaystyle {\widehat {AU}}_{5}} = [(3,3,3,3,3,4)]: {\displaystyle {\widehat {AR}}_{5}} = [(3,3,4,3,3,4)]: | {\displaystyle {\bar {S}}_{5}} = [4,3,32,1]: {\displaystyle {\bar {O}}_{5}} = [3,4,31,1]: {\displaystyle {\bar {N}}_{5}} = [4,3,/3\,3,4]: | {\displaystyle {\bar {U}}_{5}} = [3,3,3,4,3]: {\displaystyle {\bar {X}}_{5}} = [3,3,4,3,3]: {\displaystyle {\bar {R}}_{5}} = [3,4,3,3,4]: | {\displaystyle {\bar {Q}}_{5}} = [32,1,1,1]: {\displaystyle {\bar {M}}_{5}} = [4,3,31,1,1]: {\displaystyle {\bar {L}}_{5}} = [31,1,1,1,1]: |
| 7    | 3              | {\displaystyle {\bar {P}}_{6}} = [3,3[6]]: | {\displaystyle {\bar {Q}}_{6}} = [31,1,3,32,1]: | {\displaystyle {\bar {S}}_{6}} = [4,3,3,32,1]: | |
| 8    | 4              | {\displaystyle {\bar {P}}_{7}} = [3,3[7]]: | {\displaystyle {\bar {Q}}_{7}} = [31,1,32,32,1]: | {\displaystyle {\bar {S}}_{7}} = [4,33,32,1]: | {\displaystyle {\bar {T}}_{7}} = [33,2,2]:                                                                                                 |
| 9    | 4              | {\displaystyle {\bar {P}}_{8}} = [3,3[8]]: | {\displaystyle {\bar {Q}}_{8}} = [31,1,33,32,1]: | {\displaystyle {\bar {S}}_{8}} = [4,34,32,1]: | {\displaystyle {\bar {T}}_{8}} = [34,3,1]:                                                                                                 |
| 10   | 3              | | {\displaystyle {\bar {Q}}_{9}} = [31,1,34,32,1]: | {\displaystyle {\bar {S}}_{9}} = [4,35,32,1]: | {\displaystyle {\bar {T}}_{9}} = [36,2,1]:                                                                                                 |